# علف شهپر
علف شَهپَر یا ایزوئیت (نام علمی: Isoetes) نام یک سرده از شاخه پنجه‌گرگ‌تباران است.
یکی از عجیب‌ترین اعضای خانوادهٔ پنجه‌گرگیان است. خود گیاه شبیه علف بوده و بیشتر گونه‌های آن در زیر آب کناره‌های دریاچه‌ها می‌روید. چرخهٔ زندگی علف‌های شهپر شبیه چرخهٔ زندگی علف خوک است.